# Márk Marsi
Márk Marsi (Budapest, 17 agosto 1973) è un ex schermidore ungherese, specializzato nel fioretto. Ha vinto due medaglie d'argento e due di bronzo ai Campionati europei di scherma.